# みれいゆ
みれいゆ（1977年12月11日 - ）は、日本の女優。本名、佐藤 美玲有（さとう・みれいゆ）旧姓、多湖（たご）。
大阪府出身。同志社大学経済学部卒業。コムスシフト所属。
以前所属していた事務所POINTで一緒だった本上まなみとのバーターでのドラマ出演が多かったが、コムスシフト移籍後にNHK教育『中学生日記』の黒川先生役で知られることになった。2007年5月6日にTBSの佐藤文康アナウンサーと結婚した。

## 出演番組

### テレビ
- 砂の上の恋人たち（1999年、フジテレビ（関西テレビ製作））
- アナザヘヴンeclipse（2000年、テレビ朝日）
- 嫉妬の香り（2001年、テレビ朝日）
- ドラマDモード 「君を見上げて」（2002年、NHK）
- 中学生日記（2003年4月 - 2007年3月、NHK教育）
- NHK夜の連続ドラマ 「トキオ 父への伝言」（2004年、NHK）- 鈴木知子 役
- HTBスペシャルドラマ 「うみのほたる」（2005年、テレビ朝日（北海道テレビ製作）） - 藤井香織 役
- 日立 世界・ふしぎ発見!ミステリーハンター（第724回、TBS）
- 島根の弁護士（2007年、フジテレビ）吉岡恭子役
- タイトロープの女（2012年、NHK）菊池舞役

## 劇場公開映画
- ピーピー兄弟（2002年）吉田文枝役
- 男たちの大和/YAMATO（2005年12月17日　唐木正雄二等兵曹（山田純大）の妻・伸江役
- Sweet Rain 死神の精度（2008年）

## コマーシャル
- サントリーしみじみ緑茶（2000年）
- アコム（2008年）
- サントリー天然水阿蘇

## 写真集
- みれいゆ （2000年3月　バウハウス）